# Houtkachel

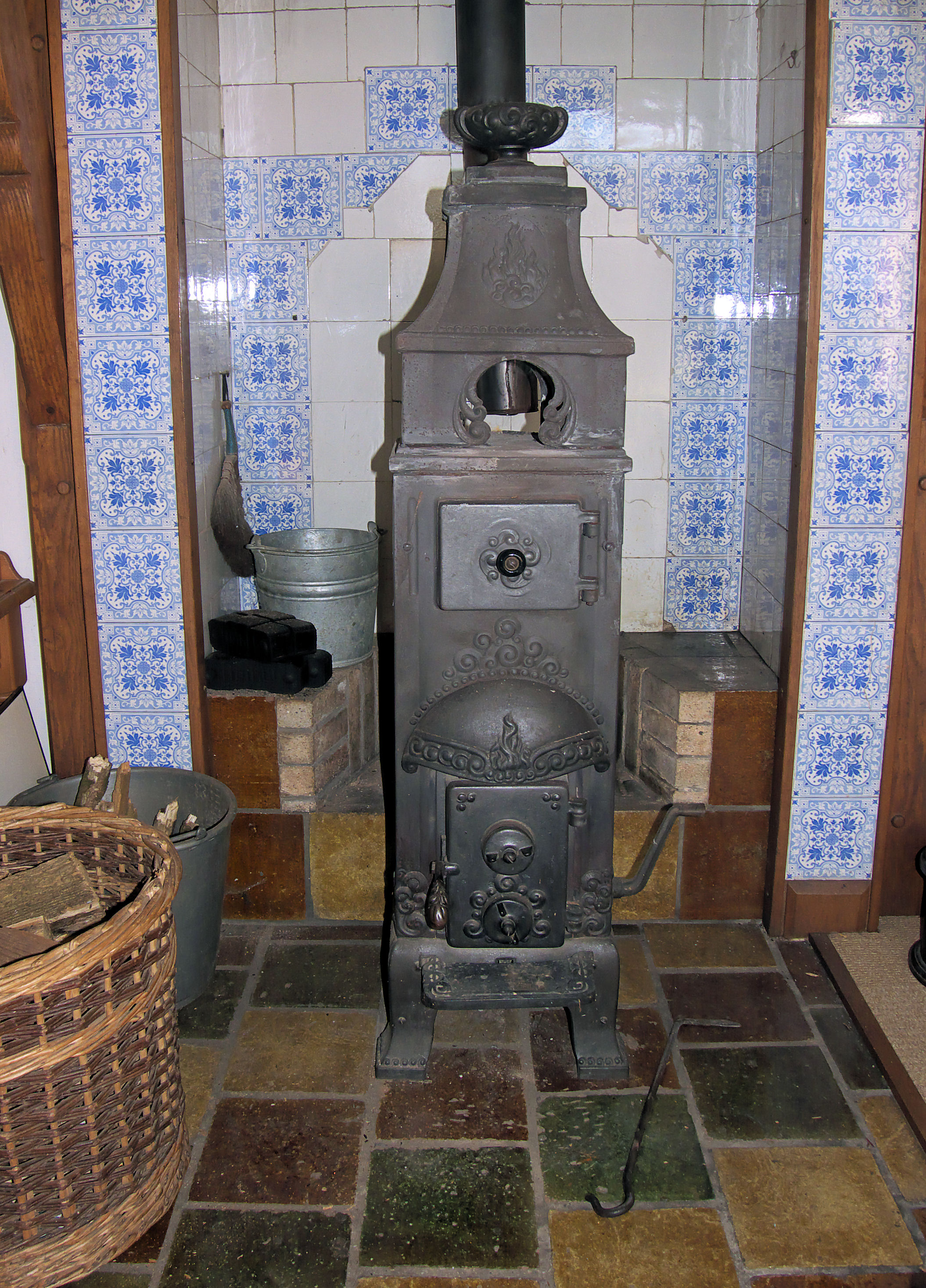
Houtgestookte kachel

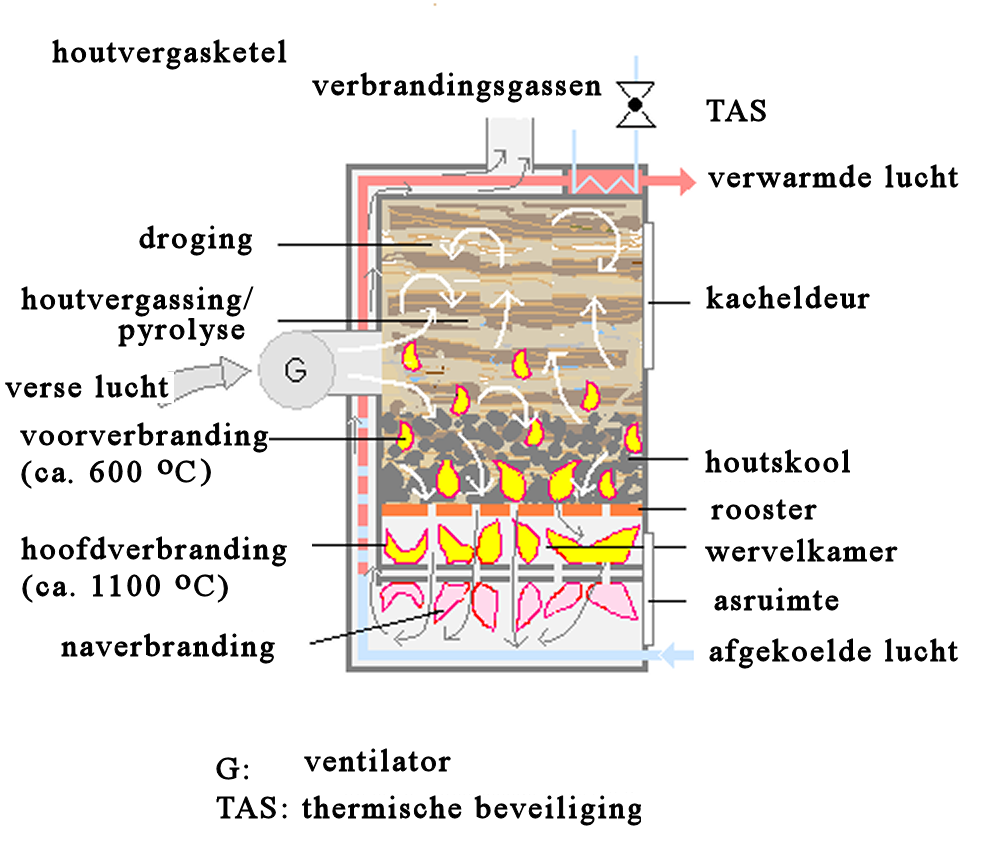
Schema van een hoogrendementshoutvergasserkachel

Een houtkachel is een kachel waarin brandhout wordt gestookt. Een houtkachel verwarmt in principe slechts één vertrek. In landen waar veel brandhout beschikbaar is, bijvoorbeeld in de Alpen, zijn ook houtgestookte centrale verwarmingskachels gebruikelijk.

## Verschillende types
Er bestaan verschillende types houtkachels:
- De conventionele houtkachel is gemaakt van gietijzer of van plaatstaal. De binnenkant van de verbrandingsruimte is bekleed met vuurvaste stenen of vermiculiet, om te voorkomen dat deze doorbrandt door de hitte van het vuur. De warmte wordt vrij snel aan de omgeving afgegeven, voor een belangrijk deel door middel van convectie.
- Massakachels, zoals tegelkachels, betonkachels en leemkachels, bestaan niet uit ijzer maar uit een grote hoeveelheid hittebestendig materiaal. Door de grote massa van de kachel (honderden kilo's tot enkele tonnen) wordt de warmte eerst voornamelijk opgeslagen in de kachel zelf, en gedurende vele uren tot een dag gelijkmatig als stralingswarmte aan de omgeving afgegeven.
- Moderne (hout)kachels hebben een zogenaamd 'clean burning-systeem', waarbij de haard is voorzien van een dubbel verbrandingssysteem. De hete rookgassen worden daarbij nogmaals met zuurstof uit de lucht in contact gebracht en verbranden. Dit scheelt in de stookkosten en is beter voor het milieu.
- Zogenaamde allesbranders zijn zowel voor de verbranding van hout als kolen geschikt.

De schoorsteen van een houtgestookte kachel moet in Nederland ten minste eens per jaar door een erkende schoorsteenveger geveegd worden. Om optimaal te kunnen stoken moet het schone hout een vochtpercentage van minder dan 18% hebben.

## Verbrandingsproces
Een houtkachel heeft een geïsoleerde verbrandingsruimte en een begrensde luchttoevoer. Hij heeft daardoor een veel beter rendement dan een open haard. In de geïsoleerde verbrandingsruimte ontstaan gelijkmatigere en hogere temperaturen en daardoor een betere verbranding. Daarnaast wordt minder warmte met de rookgassen afgevoerd, omdat de luchttoevoer is afgestemd op de grootte van het vuur. Doorgaans heeft een houtkachel kleppen waarmee de luchttoevoer met de hand geregeld kan worden om ook tijdens het aansteken en in de gloedfase een optimale luchttoevoer mogelijk te maken. Met enige ervaring kan men de bediening van dergelijke kleppen inschatten; met een zogenaamde lambdasonde en gemotoriseerde kleppen kan de luchttoevoer ook automatisch geregeld worden. Wanneer de luchttoevoer te vroeg verminderd wordt, duurt de verbranding weliswaar wat langer, maar is deze ook onvolledig met als gevolg dat rook met schadelijke verbrandingsproducten ontstaat.  Bij een goede verbranding is de rook uit de schoorsteen wit, hoofdzakelijk door gecondenseerde waterdamp, bij een slechte grijs. Overigens is een precieze inschatting van de schadelijkheid van de rook niet met het blote oog mogelijk.
Als de luchtstroom van onder naar het hout stroomt, spreekt men van een bovenbrandkachel: de vlammen zijn boven het hout zichtbaar. In moderne houtkachels wordt een deel van de lucht als secundaire stroom in kanalen langs het vuur geleid en opgewarmd voordat deze in contact komt met de verbrandingsgassen boven de brandstof. Zo kan een naverbranding plaatsvinden, met als gevolg schonere schoorsteengassen en een wat hoger rendement. Als de kachel een venster heeft, wordt de warme secundaire luchtstroom veelal ook daarheen geleid. De hete, zuurstofrijke secundaire luchtstroom langs het glas houdt enerzijds de rookgassen op afstand en bevordert anderzijds de verbranding van roetafzettingen zodat het glas langer schoon blijft.
Zolang de kachel na het aansteken nog niet op temperatuur is, ontstaan onvolledige verbrandingsproducten. De aansteektechniek kan wezenlijk helpen om de milieubelasting van een houtkachel te beperken. In plaats van een houtstapel van onder te vullen met licht brandbaar materiaal en dat aan te steken, maakt men bovenop een klein stapeltje van dun hout rondom een aansteekblokje of iets dergelijks. Terwijl in het eerste geval het bovenliggende hout langere tijd onvolledig verbrandt, doordat het nog niet heet genoeg is, functioneert in het tweede geval het beginnende vuur als een kaarsvlam: het zuigt de eerste brandbare gassen van het onderliggende hout aan en verbrandt die vollediger, zodat minder rook ontstaat.
De reden dat brandhout voldoende droog moet zijn, is dat vochtig hout warmte nodig heeft om te drogen voordat het kan branden. Daardoor komt de kachel minder snel of niet op temperatuur en ontstaan veel onvolledig verbrande stoffen die bijvoorbeeld als glansroet in de schoorsteen neerslaan of die als rook de omgeving vervuilen. Een glansroetlaag in de rookkanalen is een belangrijke oorzaak van schoorsteenbrand.

### Trek
Een houtkachel moet aangesloten zijn op een passende schoorsteen. Deze veroorzaakt trek: een lichte onderdruk en daarmee een luchtstroom door de kachel en door de schoorsteen naar buiten. Als de kachel koud is, is de trek mogelijk te gering om voldoende lucht toe te voeren voor een goed brandend vuur. Een korte, heftige vlam, bijvoorbeeld van brandend papier direct bij de schoorsteenopening, kan dan de trek op gang brengen.
Een traditionele houtkachel trekt lucht uit de ruimte waar hij staat. Dat veroorzaakt in oude huizen geen problemen, omdat de lucht door kieren van buiten aangevuld wordt. In moderne, vrijwel luchtdicht geïsoleerde huizen moeten maatregelen genomen worden om de luchttoevoer te garanderen. Dit geldt in het bijzonder wanneer een afzuiginstallatie wordt gebruikt die een trek in een andere richting veroorzaakt en giftige rookgassen de woonruimte in kan trekken. Er is dan ofwel extra luchttoevoer nodig door bijvoorbeeld een raam dat zich automatisch opent, of er is een kachel nodig die onafhankelijk is van de omgevingslucht. Een dergelijke kachel heeft een eigen luchttoevoer van buiten en een luchtdichte afsluiting tussen kachel en woonruimte. In Duitsland is het wettelijk verplicht dat afzuigkappen in huizen met houtkachels zodanig beveiligd zijn dat ze alleen aan kunnen springen als er een raam geopend is.
Een valse of te sterke trek kan ook ontstaan door sterke wind. Een klep in het rookkanaal kan de effecten van sterke wind reduceren. Veiliger is het de te sterke trek te reduceren door de luchttoevoer te verminderen. De rookgassen kunnen dan ongehinderd de kachel uitstromen en komen niet in de kamer.

## Milieu- en gezondheidsimpact
Begin jaren '70 werd de houtkachel door milieu-organisaties omarmd als een aantrekkelijk alternatief voor het verstoken van fossiele brandstoffen. Maar op een conferentie in Hannover in 1997 werd door de Wereldgezondheidsorganisatie bekendgemaakt dat bij het verbranden van hout veel gevaarlijk fijnstof vrijkomt.
Het stoken van houtkachels kan met name in stedelijke woongebieden leiden tot overlast en gezondheidsklachten voor omwonenden. De Rijksuniversiteit Groningen publiceerde hier in 2006 een rapport over. In 2012 publiceerde het Energieonderzoek Centrum Nederland een rapport over houtstook door huishoudens waarin de gezondheidseffecten van houtstook wederom aan bod komen. Volgens een onderzoek van de Vlaamse Milieumaatschappij uitgevoerd tijdens de winter van 2015-2016 in een woonwijk in Dessel is houtverbranding verantwoordelijk voor ongeveer een derde van de totale fijnstofuitstoot in Vlaanderen tijdens de winter. De uitstoot aan schadelijke stoffen is sterk afhankelijk van de manier van stoken en het type kachel.
Houtkachels kunnen ook binnenshuis luchtvervuiling veroorzaken. Een onderzoek in Sheffield beschrijft hoe het navullen van potkachels de fijnstofconcentratie in de kamer twee tot drie maal verhoogt.
Individuen die houtkachels gebruiken als verwarmingsbron zijn eerder blootgesteld aan schadelijke verbrandingsproducten dan mensen die geen houtkachel gebruiken. Fijnstof en onvolledige verbrandingsproducten in de rook kunnen ernstige ziektes en een verhoogde sterftekans veroorzaken. Deze gezondheidseffecten kunnen acuut zijn, zoals hoesten, kortademigheid, een verminderde longfunctie en cardiovasculaire effecten, of chronisch, zoals astma of COPD en longkanker.
Geurhinder kan leiden tot lichamelijke klachten, zoals hoofdpijn, misselijkheid, slaapklachten, vermoeidheid en luchtwegklachten.
Elk jaar zijn in Europa 61.000 voortijdige sterfgevallen toe te schrijven aan luchtvervuiling door het verwarmen van woningen met hout en kolen. Volgens een voorlopige inschatting van Wageningen University & Research leidt het stoken van hout in Nederland jaarlijks tot 900 à 2700 voortijdige sterfgevallen.

### Veranderingen in de regelgeving

#### Europa
In 2022 zijn er strengere Europese regels ingegaan voor houtkachels: ze moeten een minimumrendement van 75% hebben. In 2020 is in Nederland deze eis naar voren gehaald, waardoor nieuwe houtkachels al per 1 januari 2020 aan deze strengere eisen moesten voldoen. In de gemeente Amersfoort mag sinds 1 oktober 2024 geen hout meer worden gestookt als de Stookwijzer code oranje of rood aangeeft (weinig wind of veel mist, zodat fijnstof blijft hangen).

#### Vlaanderen
In oktober 2018 sloten 24 partners, waaronder de Vlaamse overheid, houtkachelproducenten en milieuverenigingen, een zogenaamde 'Green Deal Huishoudelijke Houtverwarming' waarin werd afgesproken dat alle houtkachels, pelletkachels en open haarden tegen 2030 maar de helft schadelijke stoffen mogen uitstoten ten opzichte van 2016. Er zou ook naar gestreefd worden om tegen die tijd alle verouderde kachels buiten gebruik gesteld te hebben, en om eigenaars te sensibiliseren omtrent schoner stoken. Een akkoord over de registratie van alle kachels in Vlaanderen werd niet bereikt. Een aantal organisaties, waaronder de Bond Beter Leefmilieu en Kom op tegen Kanker, betreurden dat de 'Green Deal' niet verder ging en beslisten bewust om de eindtekst niet te ondertekenen.

### Overige maatregelen
Onder meer in de Duitstalige landen van Europa geeft de overheid regelmatig voorlichting over het juiste gebruik van houtkachels. De schoorsteenvegers in die landen hebben een controlerende en voorlichtende taak met betrekking tot de juiste brandstof en het juiste stookgedrag. Er zijn voor huishoudelijke kachels ook elektrostatische fijnstofafscheiders verkrijgbaar die op de schoorsteen gemonteerd kunnen worden. Mede vanwege de kosten (rond de € 1.500 à 2.000,-) en de beperkte werking (75-95% reinigingseffect) zijn deze anno 2023 nog niet verplicht.